# Santos Football Club (Città del Capo)
Il Santos Football Club, noto semplicemente come Santos Cape Town o come Engen Santos per ragioni di sponsorizzazione, è una società calcistica sudafricana con sede a Città del Capo. Milita in Second Division, la terza divisione del campionato sudafricano.
Fondata nel 1982, ha vinto il campionato sudafricano nel 2001-2002 e due volte la Coppa del Sudafrica (2001 e 2003).

## Palmarès

### Competizioni nazionali
- Premier Division: 1

2001-2002
- Coppa del Sudafrica: 2

2001, 2003
- MTN 8: 1

2002

### Altri piazzamenti
- Premier Soccer League:

Terzo posto: 2007-2008
- Coppa di Lega sudafricana:

Finalista: 1993
Semifinalista: 2010